# Bullobunus culionicus
Bullobunus culionicus is een hooiwagen uit de familie Sclerosomatidae. De wetenschappelijke naam van Bullobunus culionicus gaat terug op Suzuki.